# André Hoogeboom

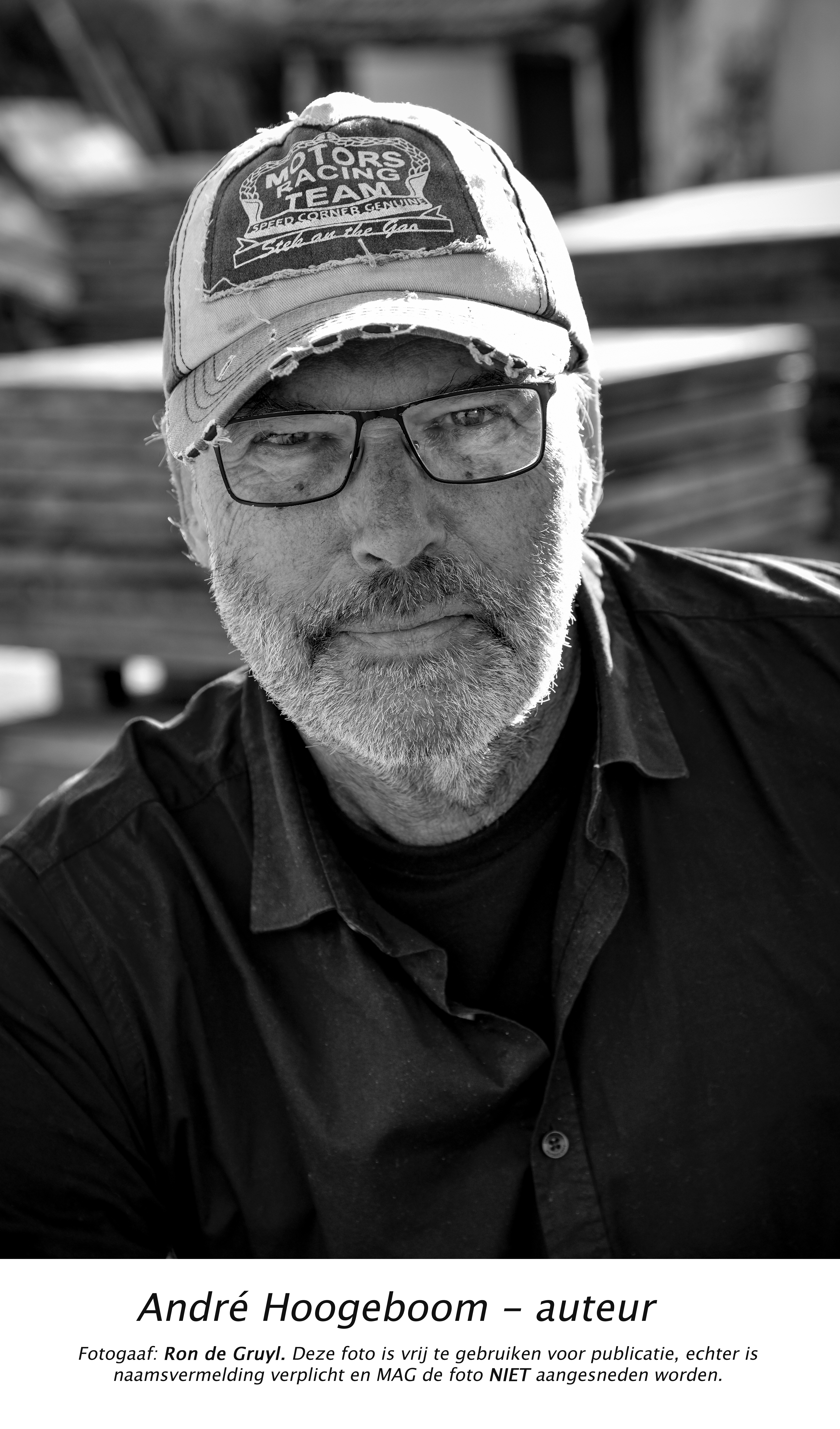
André Hoogeboom persfoto, (fotograaf Ron de Gruyl)

André Hoogeboom (Alkmaar, 26 februari 1954) is een Nederlandse sportjournalist en schrijver van sportboeken. Hij werkte voor het Noordhollands Dagblad en het persbureau GPD, waar hij voor alle regionale dagbladen de autosport volgde, inclusief Formule 1 en Le Mans. Daarnaast was hij clubwatcher van Ajax en AZ. 
In 2007 debuteerde Hoogeboom als boekenschrijver met Spyker Langs de Afgrond. In 2016 publiceerde hij een ongeautoriseerde biografie van Max Verstappen, getiteld MAX.
Naar aanleiding van de wereldtitel van Max Verstappen verscheen een geheel vernieuwde 'Max' bij uitgeverij Xander uit Haarlem. Der rechten van het boek zijn inmiddels verkocht aan Engeland, Spanje, Duitsland, Italië en Frankrijk.

## Bestseller 60
| Boeken met noteringen in de Nederlandse Bestseller 60 | Jaar van verschijnen | Datum van binnenkomst | Hoogste positie | Aantal weken | Opmerkingen                                                |
| ----------------------------------------------------- | -------------------- | --------------------- | --------------- | ------------ | ---------------------------------------------------------- |
| Max                                                   | 2016                 | 03-08-2016            | 6               | 26           | biografie over Max Verstappen                              |
| Formule 1 WC-pedia                                    | 2019                 | 16-12-2020            | 6               | 3            |                                                            |
| Max                                                   | 2019                 | 09-10-2019            | 9               | 3            | biografie over Max Verstappen / wereldkampioenschapseditie |

- International Standard Name Identifier: 0000 0000 8044 4138
- Library of Congress Control Number: no2010101738
- Nationale Bibliotheek van Tsjechië: xx0303177
- Nederlandse Thesaurus van Auteursnamen: 301803153
- Système universitaire de documentation: 262051125
- Virtual International Authority File: 257406179
- WorldCat: E39PBJxWVK3Vfx6yDf4yJMBQMP